# Mateusz Bukowiec
Mateusz Bukowiec (ur. 27 lutego 1987 w Żorach) – polski piłkarz, występujący na pozycji pomocnika.

## Kariera klubowa
Był zawodnikiem polskich klubów: Górnika Czerwionka, Górnika Zabrze, Zagłębia Lubin, Piasta Gliwice, Koszarawy Żywiec, Rakowa Częstochowa, LZS Leśnica, Ruchu Zdzieszowice, GKS Tychy, Stali Stalowa Wola i ROW 1964 Rybnik. W rundzie jesiennej sezonu 2019/2020 występował w AKS Mikołów. 